# Natação nos Jogos Pan-Americanos de 1963
A natação nos Jogos Pan-Americanos de 1963 foi realizada nos dias 21 de abril a 28 de abril. Foram disputadas 16 provas, 8 masculinas e 8 femininas. As provas ocorreram em São Paulo, Brasil.

## Medalhistas
Masculino
| Evento                        | Ouro                                                                    | Ouro    | Prata                                                              | Prata   | Bronze                                                                                          | Bronze  |
| ----------------------------- | ----------------------------------------------------------------------- | ------- | ------------------------------------------------------------------ | ------- | ----------------------------------------------------------------------------------------------- | ------- |
| 100 metros livre detalhes     | Steve Clark USA Estados Unidos                                          | 54.7    | Steven Jackman USA Estados Unidos                                  | 54.8    | Daniel Sherry CAN Canadá                                                                        | 56.1    |
| 400 metros livre detalhes     | Roy Saari USA Estados Unidos                                            | 4:19.3  | Don Schollander USA Estados Unidos                                 | 4:23.3  | Sandy Gilchrist CAN Canadá                                                                      | 4:29.1  |
| 1500 metros livre detalhes    | Roy Saari USA Estados Unidos                                            | 17:26.2 | Sandy Gilchrist CAN Canadá                                         | 17:58.9 | Ralph Hutton CAN Canadá                                                                         | 18:08.6 |
| 100 metros costas detalhes    | Ed Bartsch USA Estados Unidos                                           | 1:01.5  | Charles Bittick USA Estados Unidos                                 | 1:02.1  | Athos de Oliveira BRA Brasil                                                                    | 1:03.2  |
| 200 metros peito detalhes     | Chet Jastremski USA Estados Unidos                                      | 2:35.4  | Kenneth Merten USA Estados Unidos                                  | 2:38.4  | John Kelso CAN Canadá                                                                           | 2:41.4  |
| 200 metros borboleta detalhes | Carl Robie USA Estados Unidos                                           | 2:11.3  | Fred Schmidt USA Estados Unidos                                    | 2:13.3  | Luis Alberto Nicolao ARG Argentina                                                              | 2:16.1  |
| 4x200 metros detalhes         | Gary Ilman R.McDonough Dave Lyons Ed Townsend USA Estados Unidos        | 8:16.9  | Ralph Hutton Alowin Meinhardt E.Casalet Sandy Gilchrist CAN Canadá | 8:33.0  | Athos de Oliveira Antonio Renzo Filho Antonio Celso Guimarães Peter Wolfgang Metzner BRA Brasil | 8:41.4  |
| 4x100 metros medley detalhes  | Richard McGeagh Bill Craig Walter Richardson N.Kirby USA Estados Unidos | 4:05.6  | Carlos Van der Maath Luis Alberto Nicolao Abel Pepe ARG Argentina  | 4:17.3  | R.Camelet John Kelso Daniel Sherry Sandy Gilchrist CAN Canadá                                   | 4:25.0  |

Feminino
| Evento                        | Ouro                                                                            | Ouro   | Prata                                                                | Prata  | Bronze                                                                                       | Bronze |
| ----------------------------- | ------------------------------------------------------------------------------- | ------ | -------------------------------------------------------------------- | ------ | -------------------------------------------------------------------------------------------- | ------ |
| 100 metros livre detalhes     | Terri Lee-Stickles USA Estados Unidos                                           | 1:02.8 | Mary Stewart CAN Canadá                                              | 1:03.3 | Kathleen Ellis USA Estados Unidos                                                            | 1:03.5 |
| 200 metros livre detalhes     | Robyn Johnson USA Estados Unidos                                                | 2:17.5 | Terri Lee-Stickles USA Estados Unidos                                | 2:18.4 | Lynne Pomfret CAN Canadá                                                                     | 2:28.4 |
| 400 metros livre detalhes     | Sharon Finneran USA Estados Unidos                                              | 4:52.7 | Robyn Johnson USA Estados Unidos                                     | 4:56.1 | Lynne Pomfret CAN Canadá                                                                     | 5:20.4 |
| 100 metros costas detalhes    | Nina Harmer USA Estados Unidos                                                  | 1:11.5 | Cathy Ferguson USA Estados Unidos                                    | 1:13.1 | Eileen Weir CAN Canadá                                                                       | 1:14.5 |
| 200 metros peito detalhes     | Alice Driscoll USA Estados Unidos                                               | 2:56.2 | Roby Whipple USA Estados Unidos                                      | 2:57.7 | Marjon Wilmink CAN Canadá                                                                    | 3:00.0 |
| 100 metros borboleta detalhes | Kathleen Ellis USA Estados Unidos                                               | 1:07.6 | Mary Stewart CAN Canadá                                              | 1:08.9 | Kim Worley USA Estados Unidos                                                                | 1:11.6 |
| 4x100 metros detalhes         | E.MacCleary Kathleen Ellis N.Templeton Donna de Varona USA Estados Unidos       | 4:15.7 | Lynne Pomfret Sharon Pierce Eileen Weir Mary Stewart CAN Canadá      | 4:31.7 | Eliana Souza Motta Maria Lourdes Teixeira Angela Maria Palioli Vera Maria Formiga BRA Brasil | 4:34.3 |
| 4x100 metros medley detalhes  | Ginny Duenkel Cynthia Goyette Sharon Stouder Donna de Varona USA Estados Unidos | 4:49.1 | Eileen Weir Marjon Wilmink Mary Stewart Madelaine Sevigny CAN Canadá | 4:52.5 | A.Rockenbach N.Capriles Esther Capriles S.Varela VEN Venezuela                               | 5:11.8 |

## Quadro de medalhas
| Ordem | País               | Medalha de ouro | Medalha de prata | Medalha de bronze |    |
| ----- | ------------------ | --------------- | ---------------- | ----------------- | -- |
| 1     | USA Estados Unidos | 16              | 9                | 2                 | 27 |
| 2     | CAN Canadá         |                 | 6                | 9                 | 15 |
| 3     | ARG Argentina      |                 | 1                | 1                 | 2  |
| 4     | BRA Brasil         |                 |                  | 3                 | 3  |
| 5     | VEN Venezuela      |                 |                  | 1                 | 1  |
| TOTAL | TOTAL              | 16              | 16               | 16                | 48 |